# Jean-Marie Duhamel
Jean-Marie Constante Duhamel (Saint-Malo, 5 de febrero de 1797 - París, 29 de abril de 1872) fue un matemático y físico francés. 

## Semblanza
Su carrera se vio afectada por los sucesos del periodo napoleónico. Fundó su propia escuela, la École Sainte-Barbe. El principio de Duhamel, un método para obtener soluciones de sistemas de ecuaciones lineales no homogéneas, lleva este nombre en su memoria. 
Aunque principalmente dedicado a las matemáticas, también trabajó en cuestiones físicas, como sus estudios sobre la matemática del calor, de la mecánica, y de la acústica.
Así mismo, realizó notables contribuciones al cálculo infinitesimal. El teorema de Duhamel aplicado al cálculo infinitesimal afirma que la suma de una serie de infinitesimales se mantiene cuando son reemplazados por su parte principal.

## Reconocimientos
- El asteroide 19617 Duhamel lleva este nombre en su memoria.